# Alla Kudrjavcevová
Alla Alexandrovna Kudrjavcevová (rus. Алла Александровна Кудрявцева; * 3. listopadu 1987 Moskvě, Sovětský svaz) je současná ruská profesionální tenistka.
Ve své dosavadní kariéře vyhrála na okruhu WTA Tour jeden turnaj ve dvouhře, když triumfovala na Tashkent Open 2010, a devět ve čtyřhře. V rámci okruhu ITF si připsala dva tituly ve dvouhře a patnáct ve čtyřhře.
Na žebříčku WTA byla ve dvouhře nejvýše klasifikována v říjnu 2010 na 56. místě a ve čtyřhře pak v září 2014 na 15. místě.
Na nejvyšší grandslamové úrovni došla ve dvouhře nejdále do čtvrtého kola ve Wimbledonu 2008, když cestou vyřadila třetí nasazenou tenistku Marii Šarapovovou, kde ji zastavila Naděžda Petrovová. V deblové soutěži zaznamenala čtyřikrát čtvrtfinálovou účast, poprvé na Australian Open 2012 po boku krajanky Jekatěriny Makarovové.
V sezóně 2014 se díky čtyřem finálovým účastem, z čeho tři proměnila v titul, kvalifikovala po boku Anastasié Rodionovové na závěrečný Turnaj mistryň. Po úvodní výhře nad nasazenými čtyřkami Makarovou a Vesninovou je zastavily Pcheng Šuaj a Sie Šu-wej.

## Finále na okruhu WTA Tour
| Legenda                               |
| ------------------------------------- |
| D – dvouhra; Č – čtyřhra              |
| Grand Slam (0)                        |
| Turnaj mistryň (0)                    |
| Premier Mandatory & Premier 5 (0–1 Č) |
| Premier (3–3 Č)                       |
| International (1–1 D; 6–7 Č)          |

### Dvouhra: 2 (1–1)
| Stav       | č. | datum         | turnaj              | povrch | soupeřka ve finále | výsledek |
| ---------- | -- | ------------- | ------------------- | ------ | ------------------ | -------- |
| Finalistka | 1. | 19. září 2010 | Kanton, Čína        | tvrdý  | Jarmila Grothová   | 1–6, 4–6 |
| Vítězka    | 1. | 25. září 2010 | Taškent, Uzbekistán | tvrdý  | Jelena Vesninová   | 6–4, 6–4 |

### Čtyřhra: 20 (9–11)
| Stav       | č.  | datum             | turnaj                         | povrch      | spoluhráčka                | poražené finalistky                                 | výsledek              |
| ---------- | --- | ----------------- | ------------------------------ | ----------- | -------------------------- | --------------------------------------------------- | --------------------- |
| Finalistka | 1.  | 18. února 007     | Bangalore, Indie               | tvrdý       | Sie Šu-wej                 | Čuang Ťia-žung Čan Jung-žan                         | 7-6(7–4), 2–6, [9–11] |
| Vítězka    | 1.  | 23. září 2007     | Kalkata, Indie                 | koberec     | Vania Kingová              | Maria Korytcevová Alberta Briantiová                | 6-1, 6-4              |
| Finalistka | 2.  | 13. července 2008 | Palermo, Itálie                | antuka      | Anastasija Pavljučenkovová | Sara Erraniová Nuria Llagosteraová Vivesová         | 6–2, 6–7(1–7), [4–10] |
| Finalistka | 3.  | 11. října 2009    | Peking, Čína                   | tvrdý       | Jekatěrina Makarovová      | Sie Šu-wej Pcheng Šuaj                              | 3–6, 1–6              |
| Finalistka | 4.  | 22. května 2010   | Štrasburk, Francie             | antuka      | Anastasia Rodionovová      | Alizé Cornetová Vania Kingová                       | 6–3, 4–6, [7–10]      |
| Vítězka    | 2.  | 18. června 2010   | 's-Hertogenbosch, Nizozemsko   | tráva       | Anastasia Rodionovová      | Vania Kingová Jaroslava Švedovová                   | 3–6, 6–3, [10–8]      |
| Vítězka    | 3.  | 19. února 2011    | Memphis, Spojené státy         | tvrdý (h)   | Olga Govorcovová           | Andrea Hlaváčková Lucie Hradecká                    | 6–3, 4–6, [10–8]      |
| Vítězka    | 4.  | 12. června 2011   | Birmingham, Spojené království | tráva       | Olga Govorcovová           | Sara Erraniová Roberta Vinciová                     | 1–6, 6–1, [10–5]      |
| Finalistka | 5.  | 31. července 2011 | Washington D.C., Spojené státy | tvrdý       | Olga Govorcovová           | Sania Mirzaová Jaroslava Švedovová                  | 3–6, 3–6              |
| Vítězka    | 5.  | 15. září 2013     | Québec, Kanada                 | koberec (h) | Anastasia Rodionovová      | Andrea Hlaváčková Lucie Hradecká                    | 6–4, 6–3              |
| Finalistka | 6.  | 20. října 2013    | Moskva, Rusko                  | tvrdý (h)   | Anastasia Rodionovová      | Světlana Kuzněcovová Samantha Stosurová             | 1–6, 6–1, [8–10]      |
| Vítězka    | 6.  | 4. ledna 2014     | Brisbane, Austrálie            | tvrdý       | Anastasia Rodionovová      | Kristina Mladenovicová Galina Voskoboeva            | 6–3, 6–1              |
| Finalistka | 7.  | 2. února 2014     | Pattaya, Thajsko               | tvrdý       | Anastasia Rodionovová      | Pcheng Šuaj Čang Šuaj                               | 6–3, 6–7(5–7), [6–10] |
| Vítězka    | 7.  | 22. dubna 2014    | Dubaj, SAE                     | tvrdý       | Anastasia Rodionovová      | Raquel Atawová Abigail Spearsová                    | 6–2, 5–7, [10–8]      |
| Vítězka    | 8.  | 12. října 2014    | Tchien-ťin, Čína               | tvrdý       | Anastasia Rodionovová      | Sorana Cîrsteaová Andreja Klepačová                 | 6–7(6–8), 6–2, [10–8] |
| Finalistka | 8.  | 19. června 2016   | Birmingham, Velká Británie     | tráva       | Vania Kingová              | Karolína Plíšková Barbora Strýcová                  | 3–6, 6–7(1–7)         |
| Finalistka | 9.  | 18. září 2016     | Québec, Kanada                 | tvrdý (h)   | Alexandra Panovová         | Andrea Hlaváčková Lucie Hradecká                    | 6–7(2–7), 6–7(2–7)    |
| Finalistka | 10. | 30. července 2017 | Nan-čchang, Čína               | tvrdý       | Anastasia Rodionovová      | Ťiang Sin-jü Tchang Čchien-chuej                    | 3–6, 2–6              |
| Finalistka | 11. | 4. února 2018     | Petrohrad, Rusko               | tvrdý (h)   | Katarina Srebotniková      | Timea Bacsinszká Věra Zvonarevová                   | 6–2, 1–6, [3–10]      |
| Vítězka    | 9.  | 9. dubna 2018     | Charleston, Spojené státy      | antuka (z)  | Katarina Srebotniková      | Andreja Klepačová María José Martínezová Sánchezová | 6–3, 6–3              |

## Postavení na žebříčku WTA na konci sezóny

### Dvouhra
| Rok    | 2003 | 2004   | 2005   | 2006   | 2007  | 2008  | 2009  |
| Pořadí | 847. | ▲ 809. | ▲ 216. | ▲ 138. | ▲ 90. | ▲ 71. | ▼ 90. |

### Čtyřhra
| Rok    | 2004 | 2005   | 2006   | 2007  | 2008  | 2009  |
| Pořadí | 346. | ▲ 210. | ▲ 115. | ▲ 56. | ▲ 49. | ▲ 33. |